# Komunistyczna Partia Indii (Marksistowska)
Komunistyczna Partia Indii (Marksistowska) (hindi भारत की कम्युनिस्ट पार्टी (मार्क्सवादी), ang. Communist Party of India (Marxist)) – partia komunistyczna  w Indiach. W 1964 oddzieliła się od Komunistycznej Partii Indii.

## Historia
Założona w 1964. Sformowała ją grupa rozłamowców z Komunistycznej Partii Indii. Secesjoniści sprzeciwiali się współpracy partii-matki z Indyjskim Kongresem Narodowym. Ponadto głosili hasła skrajnie lewicowe, sprzyjające maoizmowi i prochińskie. W 1967 zrezygnowała z programu zakładającego rewolucję chłopsko-proletariacką. W 1970 partię opuściła grupa ekstremistów, która założyła następnie Komunistyczną Partię Indii (Marksistowsko-Leninowską). KPI (Marksistowska) umocniła swoje wpływy kosztem KPI. Wraz z innymi lewicowymi ugrupowaniami uczestniczy w regionalnych koalicjach znanych jako Front Lewicy.  
28-30 maja 1970 odbyła się w Kalkucie konferencja założycielska Centrum Indyjskich Związków Zawodowych, centrali związkowej blisko związanej z KPI (Markistowską). Pierwszym Prezesem centrali został Bhalchandra Trimbak Ranadive a Sekretarzem Generalnym P. Ramamurthi. Ranadive pozostał na tym stanowisku do 1987, natomiast Ramamurthi do 1979.  
Na lata zdominowała scenę polityczną Bengalu Zachodniego (lokalnymi strukturami partii przez lata przewodził Jyoti Basu) oraz Kerali (E.M.S. Namboodiripad). W Bengalu Zachodnim w latach 80.–90. partia przeprowadziła śmiałą reformę rolną. W jej myśl każdy rolnik otrzymał ziemię na własność. Partia do dziś sprawuje rządy w Kerali oraz mniejszym stanie Tripura. 
Sekretarzem generalnym partii jest Sitaram Yechury. W 2023 organizacja liczyła ponad 1 000 000 członków.

## Publikacje
Partia wydaje regularnie kilka czasopism w kilku językach:
- „People's Democracy” w języku angielskim[12]
- „Ganashakti” w języku bengalskim[13]
- „Daily Desher Katha” w języku bengalskim[14]
- „Deshabhimani” w języku malajalamskim[15][16]
- „Theekkathir” w języku tamilskim[17]
- „Prajasakti” w języku telugu[18]
- „Loklaher” w języku hindi[19]

## Ideologia
Początkowo sprzyjała maoizmowi i przyjęła program rewolucji chłopsko-proletariackiej. Z radykalnego programu zrezygnowała w 1967. Współcześnie doktryna partii nie ma wiele wspólnego z klasycznym marksizmem. Jest to komunizm w wydaniu demokratyczno-parlamentarnym. Partia zajmuje pozycje bliskie socjaldemokracji. KPI (Marksistowska) zaakceptowała indyjski porządek prawny i zrezygnowała z tez dotyczących rewolucji proletariackiej. Partia obok postulatów równości ekonomicznych, kładzie akcent na tolerancję, równość płci, grup etnicznych, językowych i religii. W doktrynie partii nie pojawiają się częste w ruchach marksistowskich wątki ateistyczne.